# Jerome Lettvin
Jerome Ysroael Lettvin (Chicago 23 de febrero de 1920 - 2011 ) fue un científico cognoscitivo y profesor honorario de electricidad y de bioingeniería, y de fisiología de las comunicaciones, estadounidense; en el Instituto de Tecnología de Massachusetts (MIT). Jerome Lettvin es más conocido como autor de "lo qué le dice el ojo de la rana al cerebro de la rana", (1959,) uno de los paper citados del ISI, que escribió junto con Humberto Maturana, Warren McCulloch y Walter Pitts. Realizó estudios neurofisiológicos en la médula espinal, haciendo la primera demostración de "detectores de características" del sistema visual y estudió el tratamiento de la información en las ramas terminales de axones.
Alrededor de 1969, originó el término célula de la abuela. Jerome Lettvin se conoce popular como Jerry, y es el autor de muchos los artículos publicados en los temas que varían de neurología y fisiología, filosofía y política.